# آمینوآلدهیدها و آمینوکتون‌ها
آمینوآلدهیدها و آمینوکتون‌ها ترکیباتی آلی هستند که شامل یک گروه عاملی آمین و همچنین یک گروه عاملی آلدهید یا کتون هستند. این ترکیبات در زیست شناسی و سنتز شیمیایی حائز اهمیت هستند. به دلیل ماهیت عملکرد زیستی آن‌ها، توجه بسیاری از شیمیدانان را به خود جلب کرده است.